# Cymindis seriata
Cymindis seriata är en skalbaggsart som beskrevs av Hatch. Cymindis seriata ingår i släktet Cymindis och familjen jordlöpare. Inga underarter finns listade i Catalogue of Life.